# Sälgskimmerfjäril
Sälgskimmerfjäril, Apatura iris, är en fjärilsart i familjen praktfjärilar. Vingspannet varierar mellan 65 och 74 millimeter, på olika individer.

## Utseende
Ovansidan är gråbrun. På framvingen finns vita fläckar och tvärs över bakvingen ett vitt band. På bakvingen finns också några guldbruna teckningar, bland annat en ring med blå mitt. Skillnaden mellan hanen och honan är att hanen har ett starkt blåviolett skimmer på ovansidan av vingarna. Undersidan är rödbrun, gråbrun, grå och vit. Mitt på framvingens undersida finns en blå och svart fläck omgiven av orange, en så kallad ögonfläck.
Larven är som ung grön med diagonala gulgröna ränder på sidorna. Framtill har den ett par långa utskott och baktill är den spetsigt avsmalnande. Den blir upp till 55 millimeter lång. Äldre larvers utskott framtill samt spetsen baktill ändrar efter övervintring färg till brunt och hela larvens gröna färg mörknar.

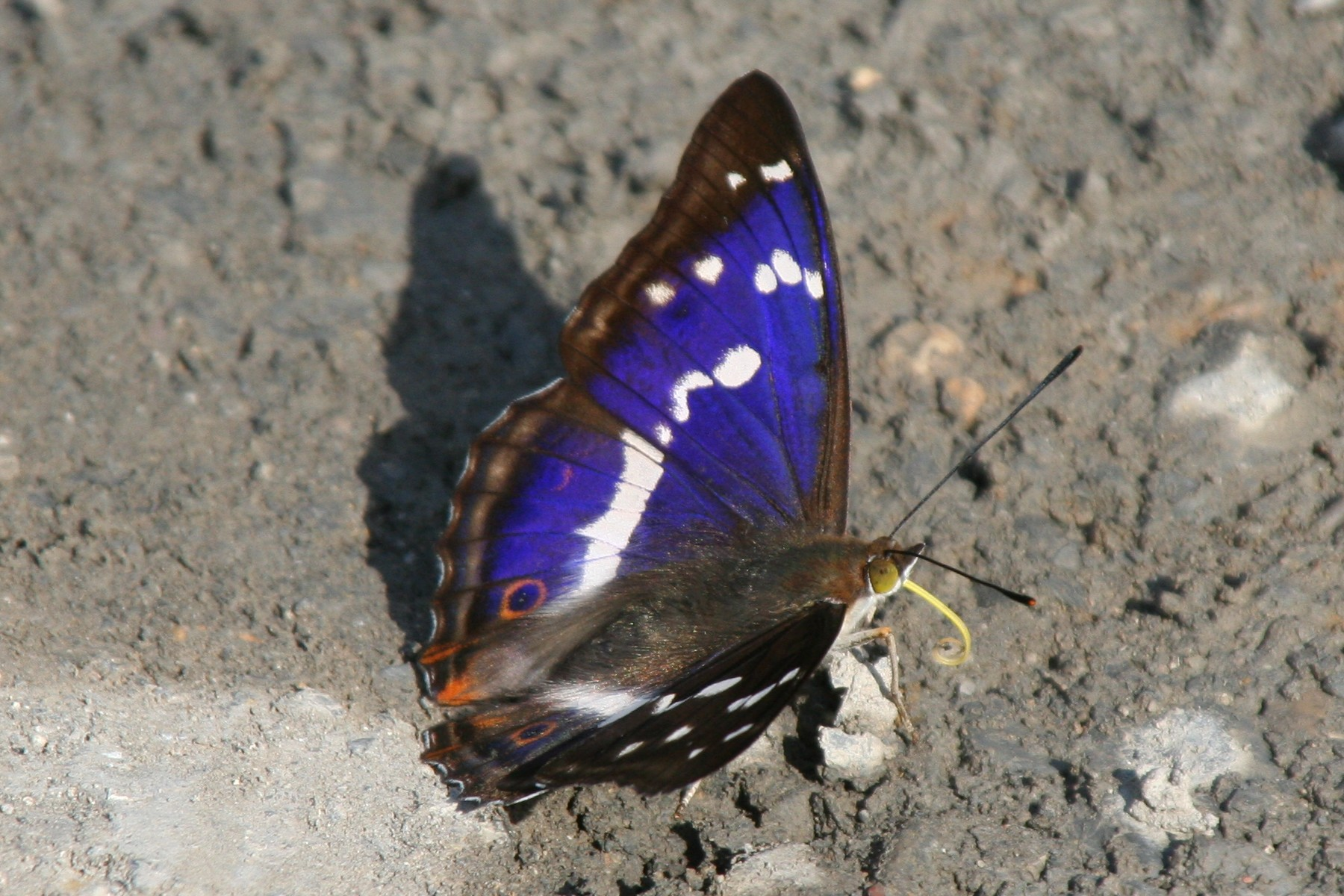
Hanens ovansida skiftar i olika nyanser av blåviolett beroende på vilka vinklar man ser den i.
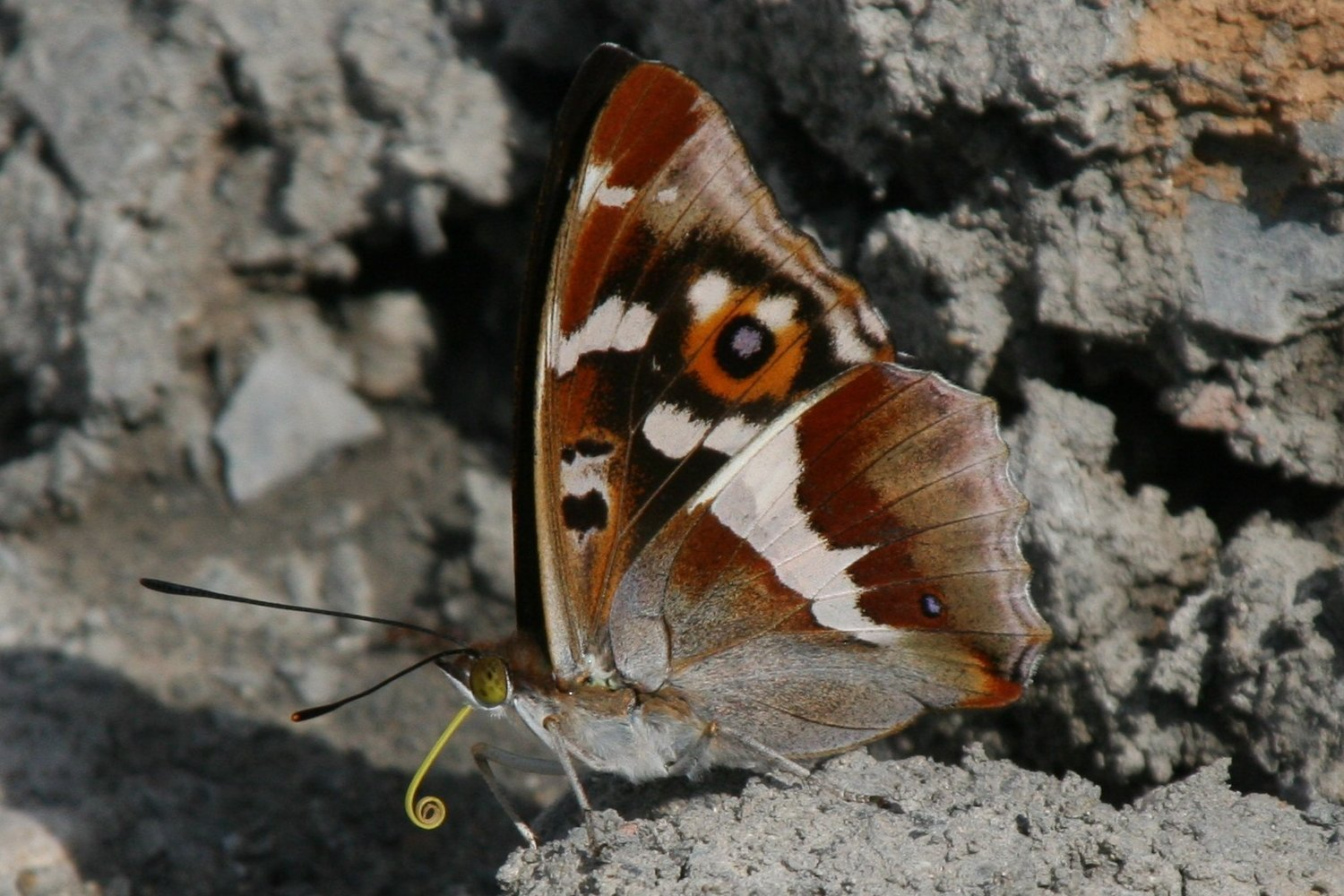
Undersidan.
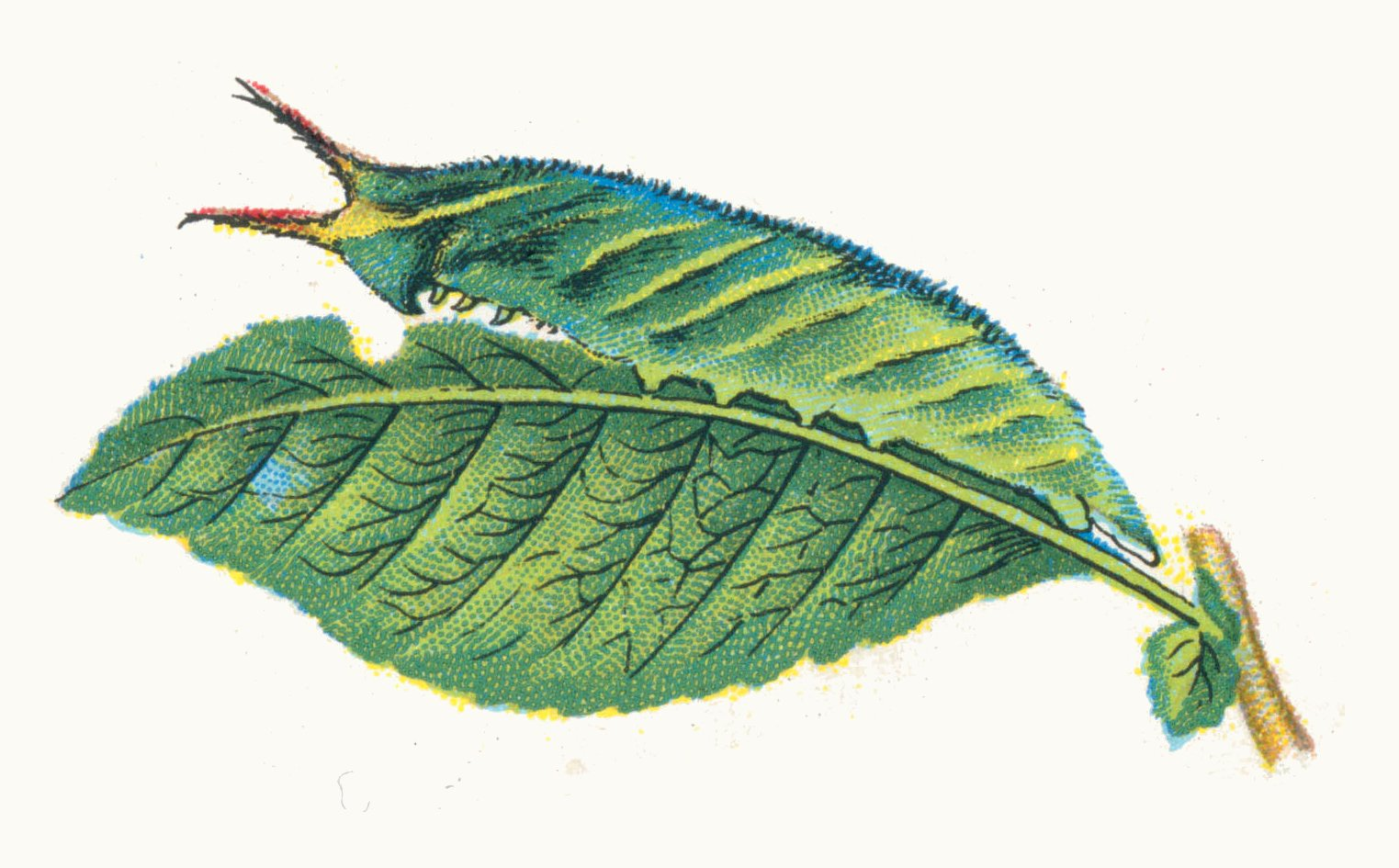
Larven.
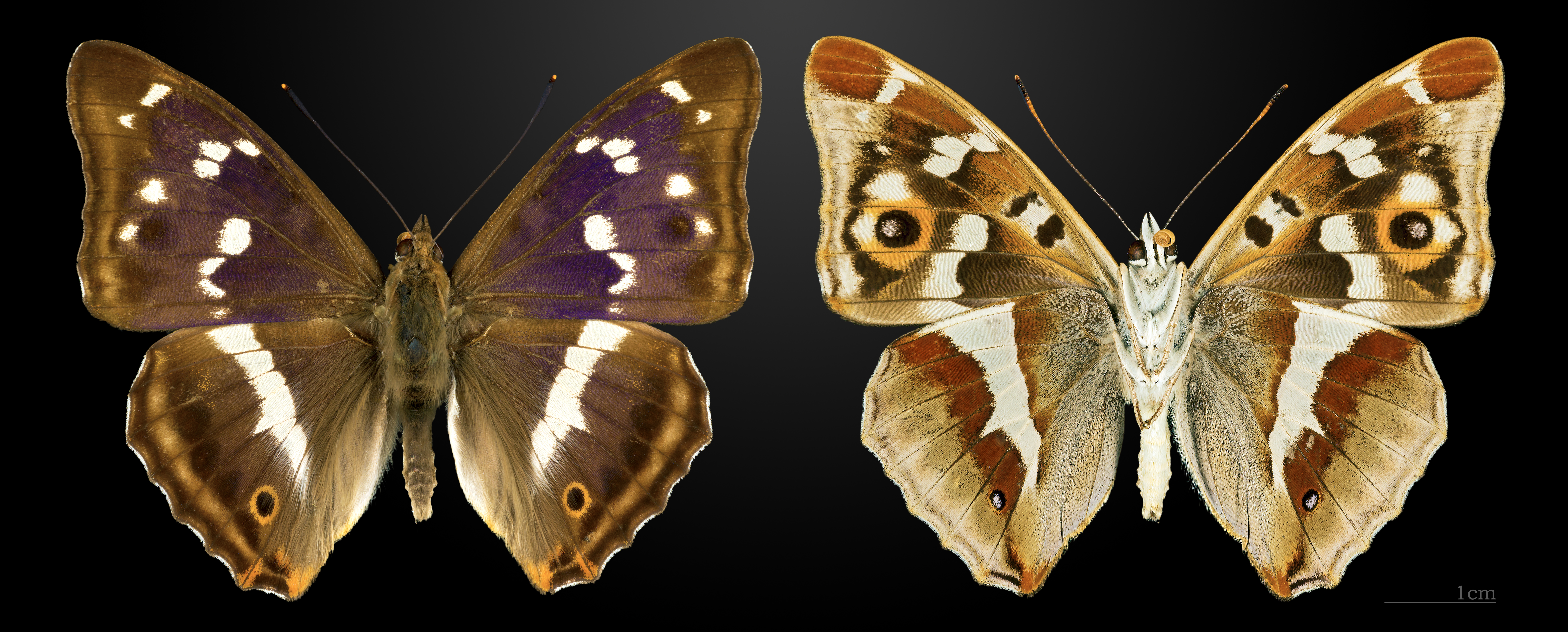
Båda sidor.

## Levnadssätt
Värdväxter, de växter larven lever på och äter av, är arter i videsläktet, bland annat sälg.
Flygtiden, den period när fjärilen är fullvuxen, imago, infaller i juli–augusti. Den flyger uppe runt trädtopparna större delen av dagen och dess habitat är lövskog med höga träd. På morgonen och kvällen kan hanarna uppsöka marken för att få i sig ämnen från till exempel lera eller döda djur. Dessa ämnen behövs för hanarnas produktion av spermier.

## Utbredning
Sälgskimmerfjärilen förekommer i Europa samt i de tempererade delarna av Asien. I Norden finns den i Danmark samt i sydligaste Finland och södra Sverige. Under senare år har arten vandrat norrut och förekommer tämligen allmänt i till exempel Mälardalen.